# Элемент AAAA

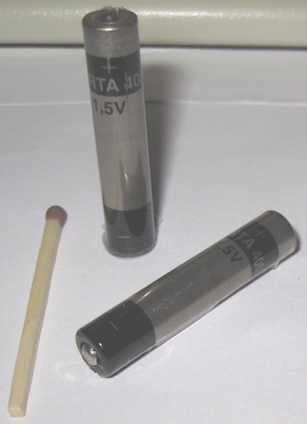
Гальванический элемент типоразмера AAAA

AAAA (LR61, в просторечии — «микропальчиковая» или «4 A») — типоразмер гальванических элементов питания. Также обозначается как R8D425 по системе МЭК и как 25 по системе Американского национального института стандартов. Применяются в устройствах с небольшим потреблением (например, стилусы для цифровых планшетов).
Щелочные батареи типоразмера «Крона» (6LR61) могут состоять из шести элементов, аналогичных AAAA (обычно такие батареи собираются из плоских галетных элементов и обозначаются 6F22). 

Цилиндрические элементы, аналогичные АААА, обнаруживались в батарейках Kodak MAX, Auchan (жёлтая и серебристая), Energizer MAX, Defender и IKEA ALKALISK.

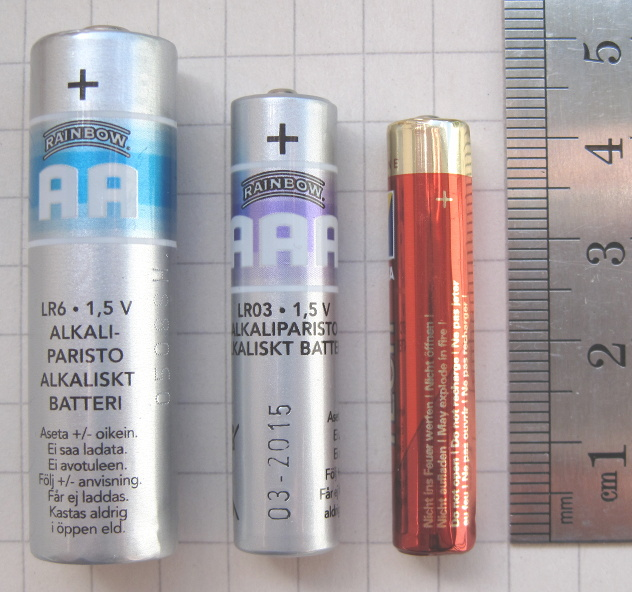
Гальванические элементы типоразмеров AA, AAA, AAAA
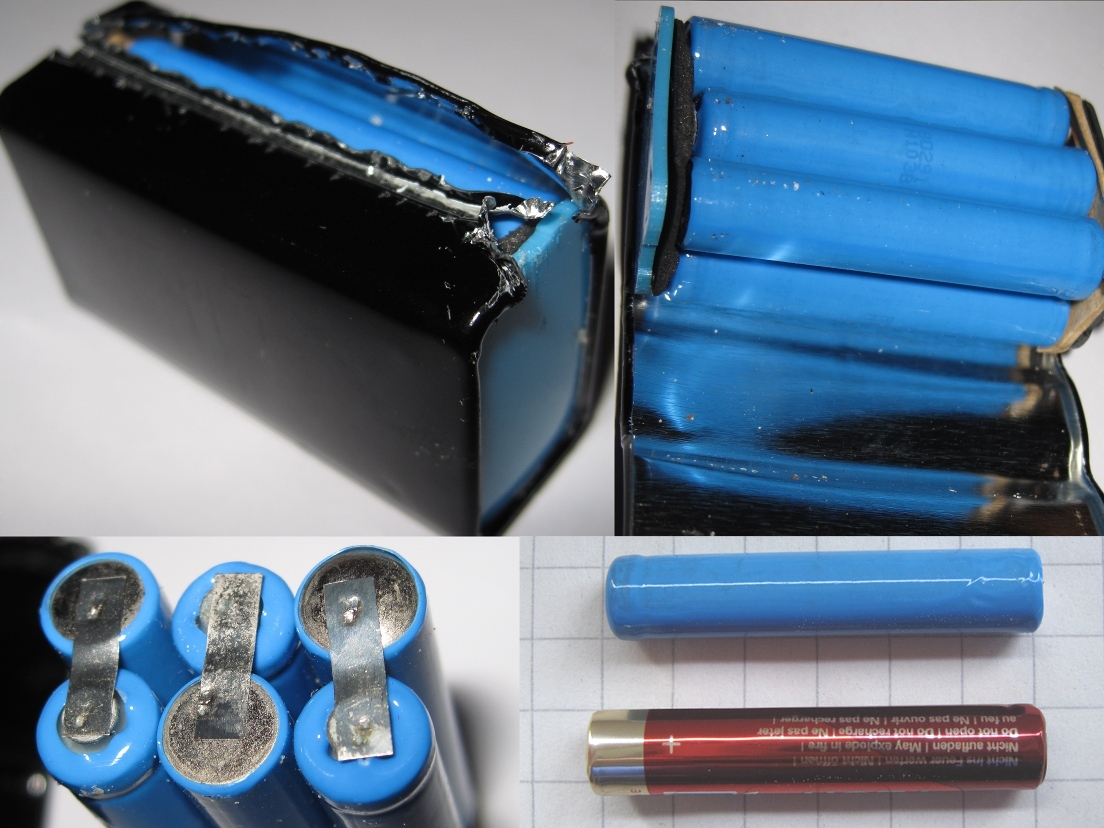
9-вольтовая батарея 6LR61, состоящая из 6 элементов LR61
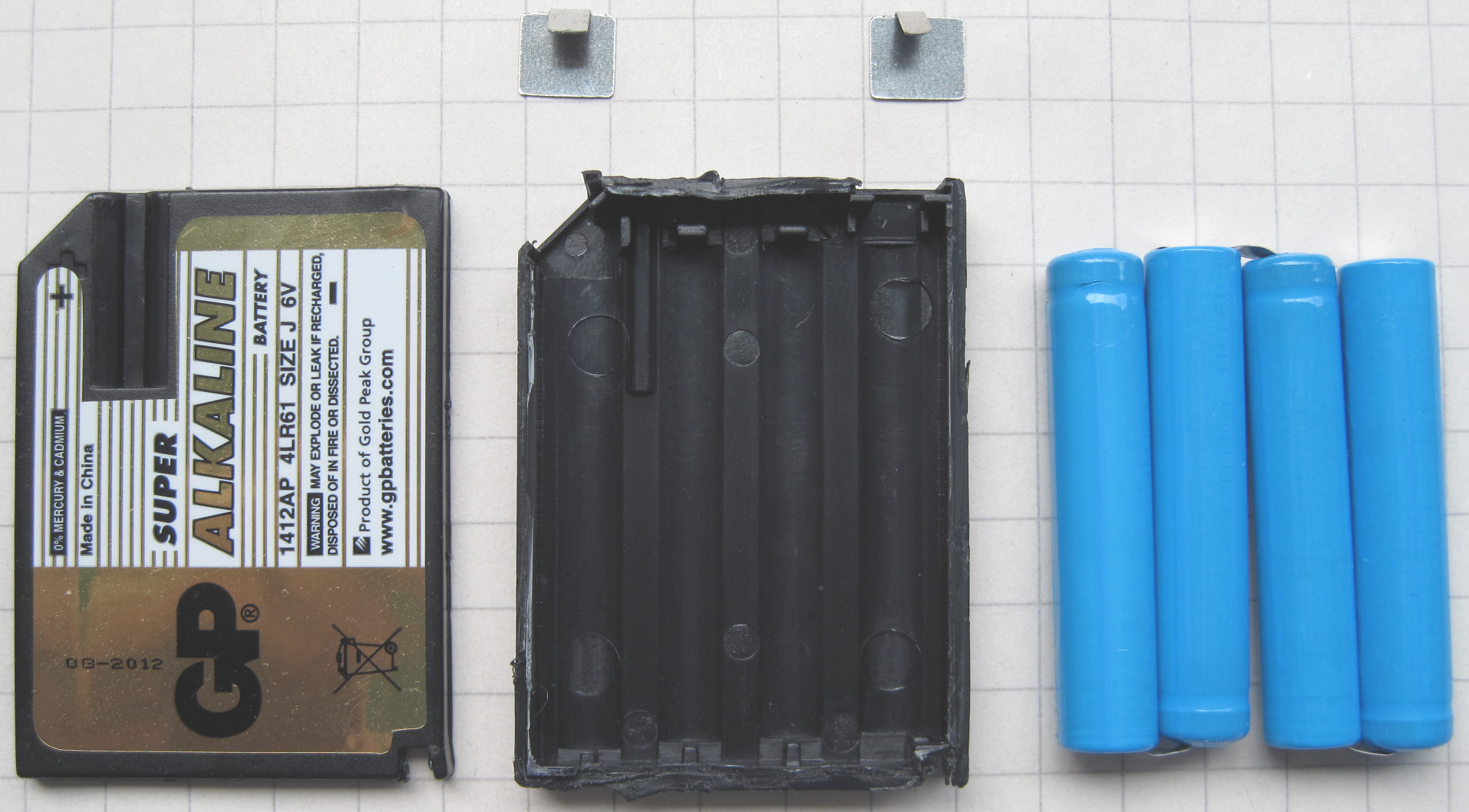
6-вольтовая батарея типоразмера J (4LR61), состоящая из 4 элементов LR61

## Технические характеристики
- Длина — 42,5 мм, диаметр — 8,3 мм.
- Напряжение — 1,5 В.
- Ёмкость — 625 мАч.
- Масса — 6,5 г